# Vescelia variegata
Vescelia variegata är en insektsart som först beskrevs av Lucien Chopard 1937.  Vescelia variegata ingår i släktet Vescelia och familjen syrsor. Inga underarter finns listade i Catalogue of Life.